# Торсунов, Евгений Сергеевич
Евгений Сергеевич Торсунов (род. 30 августа 1990, Пермь) — российский спортсмен. ЗМС России по легкой атлетике, спорт лиц с ПОДА, спортсмен-инструктор ЦСП Пермского края.

## Биография
Родился 30 августа 1990 года в городе Пермь.
Направление: Адаптивные виды спорта
Тренер — Лодочникова Т. В.

## Достижения
- 2015 г. — чемпионат мира (Катар), 2 место (бег на 100м), 3 место (бег на 200м),
- 2016 г. — чемпионат Европы (Гроссето), 1 место (прыжки в длину), 1 место (бег на 100м), 1 место (бег на 200м). Рекордсмен мира в прыжках в длину.
- 2019 г. — чемпионат мира (Дубаи), 1 место (прыжки в длину).
- 2021 г. — XVI Паралимпийские Игры (Токио), 1 место (прыжок в длину).
- 2022 г. — Игры Паралимпийцев «Мы вместе. Спорт», 2 золотых медали.

Лауреат Национальной спортивной премии 2023 года.